# Distrito de Chrudim
El distrito de Chrudim es uno de los cuatro distritos que forman la región de Pardubice, República Checa, con una población estimada a principio del año 2018 de 104 158 habitantes. Se encuentra ubicado en el centro-norte del país, al este de Praga, cerca de la frontera con Polonia. Su capital es la ciudad de Chrudim.

## Localidades (población año 2018)
- Běstvina 527
- Biskupice 72
- Bítovany 421
- Bojanov 636
- Bořice 179
- Bor u Skutče 140
- Bousov 202
- Bylany 426
- Čankovice 339
- České Lhotice 116
- Chrast 3100
- Chroustovice 1271
- Chrudim 23 133
- Ctětín 260
- Dědová 134
- Dolní Bezděkov 203
- Dřenice 403
- Dvakačovice 168
- Hamry 234
- Heřmanův Městec 4812
- Hlinsko 9697
- Hluboká 187
- Hodonín 85
- Holetín 792
- Honbice 155
- Horka 377
- Horní Bradlo 450
- Hošťalovice 144
- Hrochův Týnec 2039
- Hroubovice 358
- Jeníkov 467
- Jenišovice 415
- Kameničky 788
- Kladno 254
- Klešice 394
- Kněžice 158
- Kočí 618
- Kostelec u Heřmanova Městce 361
- Krásné 144
- Křižanovice 113
- Krouna 1414
- Lány 262
- Leštinka 151
- Libkov 83
- Liboměřice 153
- Licibořice 252
- Lipovec 242
- Lozice 163
- Lukavice 861
- Luže 2567
- Míčov-Sušice 273
- Miřetice 1277
- Mladoňovice 351
- Morašice 708
- Mrákotín 359
- Nabočany 126
- Načešice595
- Nasavrky 1666
- Orel 768
- Ostrov 212
- Otradov 272
- Perálec 249
- Podhořany u Ronova 266
- Pokřikov 256
- Prachovice 1423
- Předhradí 433
- Přestavlky 213
- Proseč 2076
- Prosetín 822
- Rabštejnská Lhota 783
- Raná 374
- Řestoky 482
- Ronov nad Doubravou 1689
- Rosice 1395
- Rozhovice 275
- Seč 1708
- Skuteč 5070
- Slatiňany 4184
- Smrček 132
- Sobětuchy 968
- Stolany 384
- Střemošice 178
- Studnice 454
- Svídnice 457
- Svratouch 872
- Tisovec 320
- Třemošnice 3070
- Trhová Kamenice 928
- Třibřichy 294
- Trojovice 187
- Tuněchody 622
- Úherčice 137
- Úhřetice 479
- Vápenný Podol 247
- Včelákov 542
- Vejvanovice 328
- Vítanov 452
- Vojtěchov 426
- Vortová 235
- Vrbatův Kostelec 345
- Všeradov 145
- Vysočina 696
- Vyžice 197
- Zaječice 1056
- Zájezdec 119
- Zderaz 275
- Žlebské Chvalovice 122
- Žumberk 266